# 안테나 3 노티시아스
《안테나3 노티시아스》(스페인어: Antena 3 Noticias 안테나 트레스 노티시아스[*])는 스페인의 뉴스 프로그램이다.